# 索尔达茨科耶农村居民点 (沃罗涅日州)
索尔达茨科耶农村居民点（俄语：Солдатское сельское поселение）是俄罗斯联邦沃罗涅日州奥斯特罗戈日斯克区所属的一个农村居民点。其下辖有2个居民点，行政中心为索尔达茨科耶。据2016年统计，该农村居民点的人口为899人。